# Guerra convenzionale
(Norberto Bobbio)
La guerra convenzionale è una forma di guerra condotta impiegando armi militari e tattiche di battaglia convenzionali fra due o più Stati in aperta contrapposizione. 
Lo scopo generale della guerra convenzionale è indebolire o distruggere la forza militare avversaria, in modo tale da impedirne la possibilità di impegnarsi ulteriormente nel conflitto. Ciò nondimeno, per indurre alla capitolazione, uno o più dei contendenti può simultaneamente anche far ricorso a tattiche di guerra non convenzionale.

## Storia

### La degli Stati nazionali e l'uso della forza
Lo Stato fu dapprima enunciato da Platone, poi fu potentemente sostenuto — nel consolidamento del potere — dalla Chiesa cattolica. I monarchi europei acquisirono poi vigore parallelamente alla spoliazione del potere temporale della Chiesa, contestualmente sostituito con il diritto divino dei re. Nel 1648, le potenze europee siglarono la Pace di Vestfalia, che pose termine alla violenza religiosa per la supremazia e la visibilità puramente politiche, dichiarando la nascita dello 'Stato' in senso moderno.
In questo paradigma statuale, solo lo Stato ed i suoi rappresentanti autorizzati erano legittimati a portare armi, e a dar corso alla guerra. Effettivamente, la guerra era intesa esclusivamente come un conflitto tra Stati sovrani. I re corroborarono quest'idea, dandole forza di legge. Laddove sino a quel momento ogni nobile poteva iniziare una guerra, i monarchi d'Europa per necessità consolidarono il potere militare come reazione alle guerre napoleoniche.

### Il paradigma di Clausewitz
A partire dal XVIII secolo, la Prussia era uno Stato che tentava di accumulare potenza militare. Carl von Clausewitz, un ufficiale prussiano, scrisse un famoso saggio Della guerra, un'opera radicata in via esclusiva sulla sfera dottrinale afferente alla nozione di "Stato". Di altre forme di conflitto "intra-stato", come può essere la ribellione, non vi si teneva conto, giacché — in termini teorici — Clausewitz non riteneva che si potesse dare rilievo alla guerra prima dello Stato (nondimeno, negli ultimi anni di vita, Clausewitz prese sempre maggior coscienza dell'importanza dei protagonisti storico-sociali diversi dallo Stato. Ciò si riflette nella sua concezione de "il popolo in armi",  che egli constatò scaturisse dalle medesime fonti politiche e sociali della guerra tradizionale fra Stati). Pratiche quali le scorrerie o le faide erano di conseguenza bollate come criminali e destituite di ogni legittimazione sociopolitica.
Clausewitz propugnò inoltre il tema del casus belli. Benché le guerre fossero state sino a quel momento combattute per ragioni sociali, religiose, magari culturali, Clausewitz insegnò nondimeno che la guerra è semplicemente "una continuazione della politica con altri mezzi". È l'esito logico un calcolo razionale, con cui gli Stati determinano se sia il caso di combattere per i propri interessi (tanto che siano economici, legati alla sicurezza, o di altra natura), una volta che la normale dialettica abbia esaurito il proprio spazio di azione.

### La guerra nucleare
Lo Stato ed i principi di Clausewitz raggiunsero l'apogeo con le guerre mondiali del XX secolo, ma in quello stesso periodo imboccarono il viale del tramonto, a causa della proliferazione nucleare e del manifestarsi del conflitto allineato culturalmente. La bomba nucleare — ultimo e definitivo frutto della millenaria rincorsa dello Stato verso la "defenestrazione" dei rivali — per ironia della sorte finì per marginalizzare la "guerra classica" condotta in canonica reciprocità dagli Stati / contro gli Stati. Il motivo è semplice: se due eserciti convenzionali si fossero scontrati apertamente, il soccombente avrebbe avvertito l'irrefrenabile tentazione di cercare rimedio nel proprio arsenale nucleare. Pertanto, non si è mai verificato che due potenze nucleari abbiano combattuto una guerra convenzionale, ancorché nel 1999 India e Pakistan l'abbiano pericolosamente sfiorata, in occasione della guerra di Kargil. Tale crisi, oscillando sull'orlo di una guerra di straordinaria efferatezza e su un fronte particolarmente esteso, per poco non indusse il Pakistan all'effettivo dispiegamento del proprio potenziale nucleare contro lo spettro della sconfitta "convenzionale".

## Tratti caratteristici

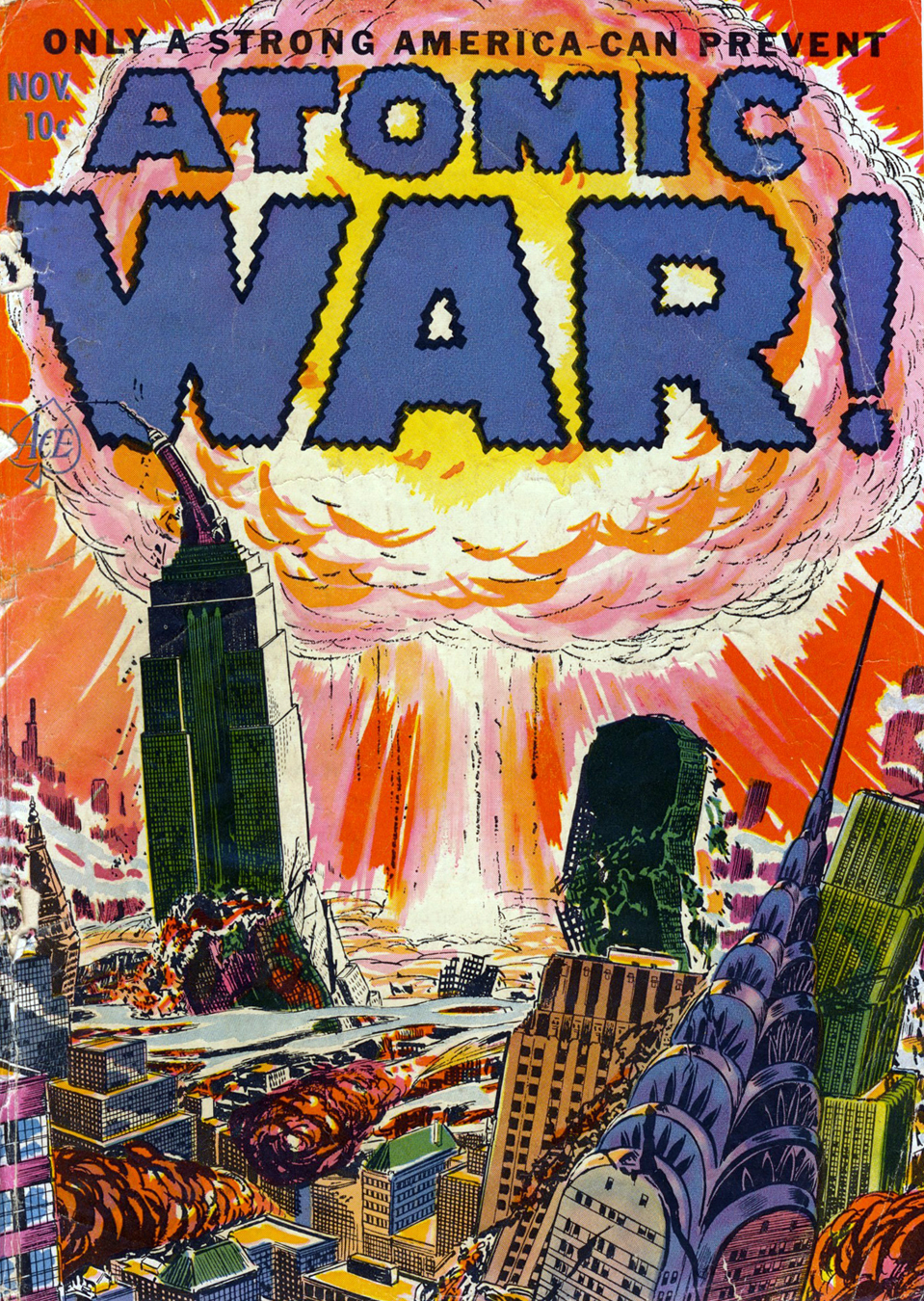
Copertina di un fumetto dei 1952, Atomic War!, recante il tagline "Solo un'America forte può evitar[la]".

Generalmente il conflitto inizia con atti formali, come una dichiarazione di guerra, e le forze su ciascun fronte sono ben definite, e combattono usando armi che si rivolgono prevalentemente contro lo schieramento combattente nemico. Di norma è combattuta armi definite "convenzionali" (ovvero in dotazione standard alle forze armate, anche secondo la legislazione internazionale) e non nucleari, batteriologiche o chimiche.
La stragrande maggioranza delle guerre moderne è stata condotta usando i mezzi della guerra convenzionale. La guerra biologica non è mai stata usata dal XIX secolo (sebbene sia possibile che gli attacchi all'antrace negli USA fossero bioterrorismo), e alla guerra chimica si è raramente fatto ricorso. La guerra nucleare ha avuto pratica applicazione solo con il bombardamento atomico di Hiroshima e Nagasaki, giustificato dagli Stati Uniti con la necessità di far cessare la seconda guerra mondiale.

## Aspetti culturali

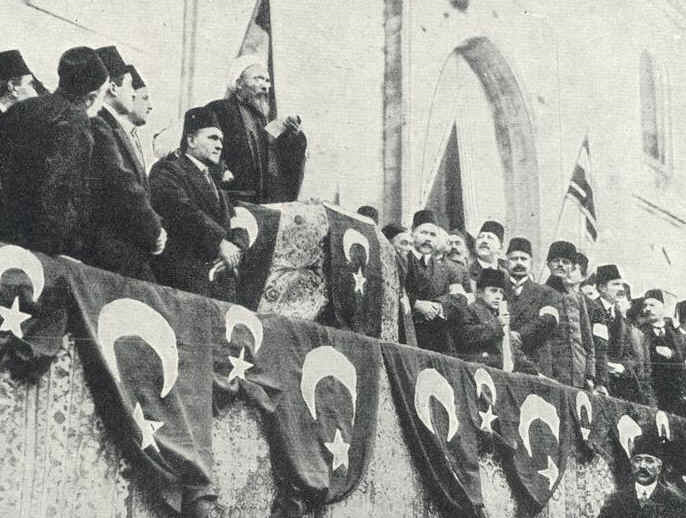
1º novembre 1914. L'Impero ottomano dichiara guerra alla Triplice intesa con una grande pubblica manifestazione.

Nell'era postmoderna sono venuti in auge quegli "attori" in grado di combattere ad un livello inferiore a quello dell'ombrello atomico (terroristi soprannazionali, mercenari organizzati in forma di impresa, milizie etniche e così via). Conflitti di questo genere non possono essere descritti secondo le categorie delle "guerre di Stati" (ossia, della guerra convenzionale).
Samuel P. Huntington ha propugnato l'idea di un mondo che — nel XXI secolo — ha posto in ombra la miriade di Stati sovrani, di fatto eclissati da un sistema di nove "civiltà". Esse sono caratterizzate da specifiche linee culturali di appartenenza, quali Occidente, Islam, ecumene cinese, induismo eccetera. Per questa via, culture lungamente rimaste subalterne all'Occidente stanno riaffermando la loro identità, e tentano di mettere in discussione lo status quo fino a ieri costituente lo standard delle rispettive relazioni internazionali. Di conseguenza, la cultura ha sostituito lo Stato quale "luogo ideale" in cui la guerra è politicamente pensabile.

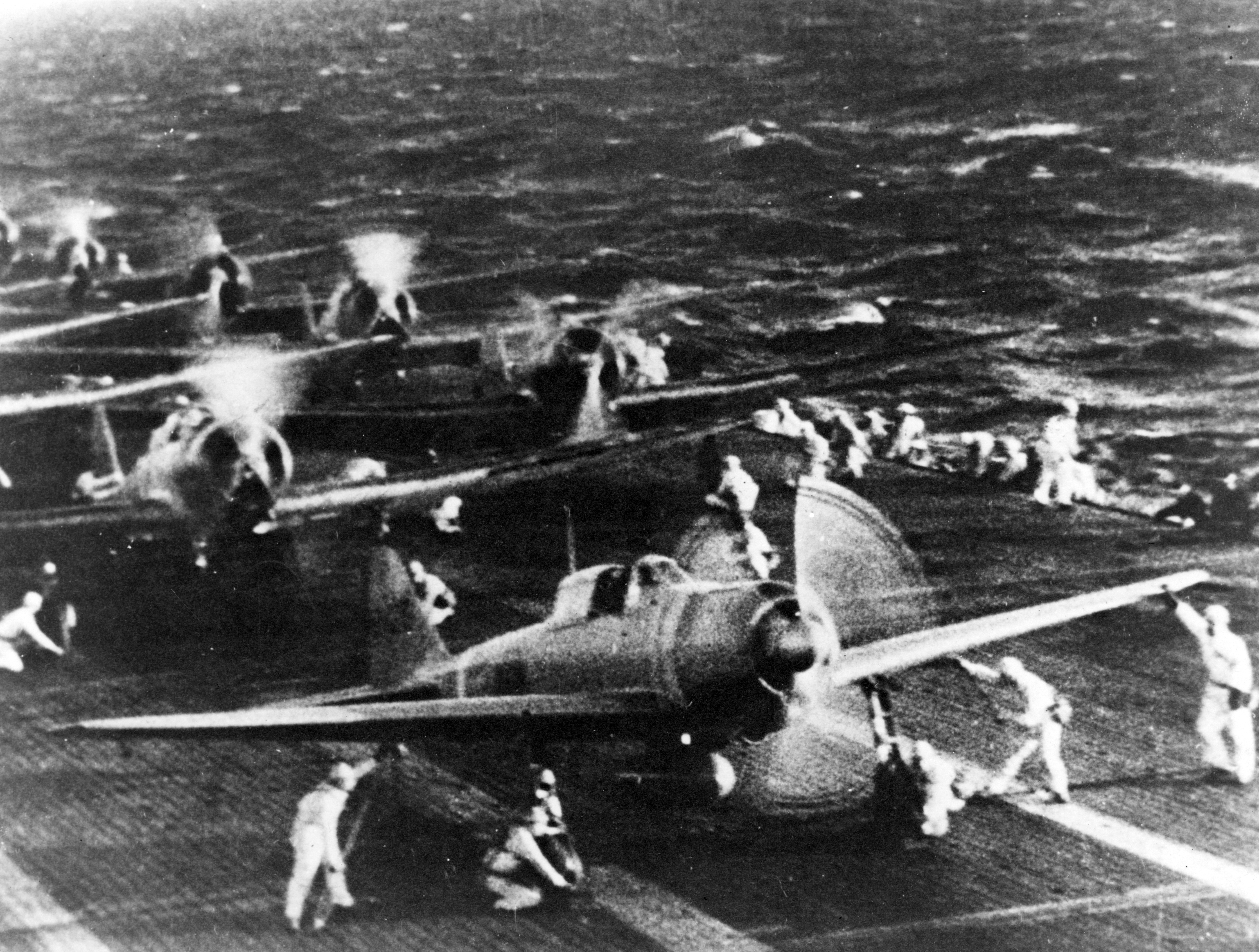
7 dicembre 1941. Il Giappone infligge pesantissimi danni alla United States Navy con il celebre attacco di Pearl Harbor, senza peritarsi di dichiarare guerra preventivamente (la formalità sarà in realtà assolta dopo l'aggressione).

Questo genere di scontro di civiltà si verifica quando le culture interessate cozzano reciprocamente. Esempi di pieno rilievo sono la già ricordata conflittualità "strisciante" tra India e Pakistan, o le battaglie in Sudan. Questo tipo di guerre si è delineato a partire dalla Seconda guerra mondiale.
Queste forze "culturali" non si ripromettono il confronto tradizionale con gli eserciti nazionali di cui ogni uomo moderno ha sicuramente esperienza. Quando dovrebbero contrapporsi a battaglioni di carri, aviogetti e missili, gli avversari "culturali" si mimetizzano piuttosto fra la popolazione "civile". I contendenti "culturali" si avvantaggiano sugli Stati — per definizione segregati nei loro stessi confini — poiché hanno maggior libertà di spostamento da un territorio ad un altro, laddove ciascuno Stato è costretto a negoziare con i "sovrani" vicini l'attuabilità di eventuali azioni al di fuori del suolo di rispettiva competenza. Perfino le reti spionistiche statuali sono gravemente limitate da fattori culturali.

## Approcci interpretativi
Sono stati proposti vari tentativi di spiegare la guerra convenzionale sotto il profilo delle scienze sociali. Anatol Rapoport ha suggerito tre chiavi di lettura: politica, escatologica e cataclismica.
1. Prospettiva politica: sostanzialmente sovrapponibile alla dottrina di Clausewitz, fa della guerra nulla più che un elemento inquadrabile nella categoria della coercizione, «un atto di violenza inteso a costringere l'antagonista a piegarsi alla nostra volontà».
2. Prospettiva escatologica: Karl Marx, nel capitolo 24 de Il Capitale, ha notoriamente definito la violenza quale "levatrice della storia",[17] e tale famosa massima ben esemplifica l'atteggiamento di tanti rivoluzionari. Il riferimento alla Rivoluzione d'ottobre è ovvio,[18] ma anche il nazismo e — in tempi più recenti — la Rivoluzione iraniana concepirono la guerra come passaggio necessario perché si adempisse il "grande disegno" consistente nel superamento di un establishment giudicato corrotto ed obsoleto, in vista della rifondazione sociale, storica e quasi antropologica di un auspicato nuovo ordine (in ciò è immancabile la previsione di un traguardo etico-provvidenziale: una "pienezza dei tempi",[19] una "fine della storia"[20] che giustificano il richiamo alla nozione di escatologia). Naturalmente, quel che accomuna i profeti di una tale visione della storia è l'indifferenza verso i costi umani che il perseguimento della guerra santa (poco importa se declinata in modo ateistico, come nel caso del leninismo) inevitabilmente comporta. Generalmente anzi, nel movimento che sostiene questi conati è diffusa l'idea che perdere la vita "per la causa" costituisca prima di tutto un privilegio; l'oscuro militante, sfavorito dalla sorte e relegato in una condizione di irrilevanza umana originaria, può riscattarsi nell'estrema partecipazione alla "svolta storica" che prefigura l'avverarsi anelato del "grande disegno".[21][22]
3. Prospettiva cataclismica: dopo la Grande Guerra, un crescente numero di studiosi cominciò a concepire il fenomeno eminentemente quale "malattia della società", da equiparare alle epidemie o agli incidenti che comunque affliggono la circolazione stradale, giusto per fare due esempi. Ma tali autori si autoprefiggevano un ruolo prescrittivo: la scienza non deve solo osservare un tale fenomeno ma, (al pari di quel che si fa con i morbi di ogni sorta) ha il dovere di tendere ad eliminare la guerra, o quanto meno a renderla sempre più rara. Fondatori di questo indirizzo debbono essere considerati Lewis Fry Richardson[23][24][25] e Quincy Wright.[26][27] Richardson fece ampio ricorso alla matematica, ed in particolare alla statistica, per inquadrare il fenomeno bellico nell'intento di sradicarlo, con una certa curiosa analogia con la (fantascientifica) psicostoriografia partorita dalla fertile mente di Isaac Asimov. L'impostazione di Wright puntava invece maggiormente ad avvalersi di una supposta analogia tra le contese esistenti nel "regno animale" e la storia della guerra analizzata nel suo incessante dipanarsi tecnologico, ipotizzando una correlazione tra progresso (e conseguenti variazioni "antropologiche") ed incidenza/ricorrenza dei conflitti.

Dopo il secondo conflitto mondiale, Kenneth Waltz ha elaborato una classificazione delle ricerche riconducibili all'approccio cataclismico, identificando tre "immagini" evocate dalle opere assimilabili: studi che pongono le radici della guerra "nella natura e nel comportamento degli uomini"; fanno riferimento "all'organizzazione interna degli Stati"; si focalizzano sul "carattere anarchico del sistema degli Stati". Schematizzando, si può affermare che le dottrine della "prima immagine" richiamino concetti attinenti alla psicanalisi, come l'aggressività e l'istinto gregario che fornisce il substrato alla teoria del grande uomo.